# The Highwayman’s Shoes
The Highwayman's Shoes és una pel·lícula muda de l'Eclair American, dirigida per Oscar A.C. Lund i protagonitzada per Alec B. Francis, Barbara Tennant i el mateix O.A.C. Lund, entre d'altres. La pel·lícula es va estrenar el 24 de desembre de 1913.

## Argument
En morir la seva dona, Lord Mayor sent una gran ràbia contra el seu segon fill i suborna un vell criat per tal que porti el nen al bosc i l'abandoni. Una vella bruixa recull el nen i se l'endú a casa. El nen portava unes sabatetes i en fer-se gran en porta una d'elles lligada al coll.
Han passat vint anys i en un diari que porta el major Harper hi ha escrit el que va ordenar amb el seu fill. Un dia, el capità de la Guàrdia del Rei insulta al noi i el menysprea perquè no sap qui són els seus pares. Aquesta observació deixa preocupat Jasper que en tornar a casa exigeix conèixer qui són els seus pares. La Guàrdia del Rei però l'ha seguit fins a casa per capturar-lo però ell s'escapa per la teulada, i fent un salt sobre seu cavall fuig. Arriba fins a una pedra que marca la tomba del famós bandit, Dick Mount. Inspirat per la tomba, decideix convertir-se ell també amb un assaltador de camins. Un dia, Jasper es troba amb la filla de Lord Harper i l'obliga a intercanviar-se els cavalls. Mentrestant, Lord Princeton, un veí que ha estat refusat per la filla, aconsegueix el diari de Lord Harper on explica el seu crim.
El temps transcorre i es posa un preu al cap de Jasper. Un dia que aquest va a visitar la seva madrastra està a punt de ser capturat i en escapar es troba el diari, que Princeton ha perdut. Més endavant es troba amb el fill de Priceton al que obliga a intercanviar-se la roba i per culpa d'això els soldats el confonen i el capturen. El seu pare el troba i retreu als soldats la seva estupidesa, i fa alliberar el noi.
Mentrestant, Jasper entra a la casa del seu pare on és sorprès per la filla. Els soldats envolten la casa i en intentar escapar és ferit mortalment. Ella l'amaga en una obertura secreta que hi ha a la llar de foc. En cercar dins la cavitat, la seva mà toca alguna cosa i troba que és la parella de la sabata que li havia donat la vella mare adoptiva anys abans.
La vella bruixa es capturada i portada a palau i mentre l'interroguen, Jasper surt fora del amagatall i cau als seus peus amb la sabata tancada a la mà. Ell esplica la seva història al seu pare i la seva germana que queden dessolats i l'envolten mentre ell exhala el seu darrer sospir.

## Repartiment
- Alec B. Francis (Lord Harper)
- Barbara Tennant (La filla de Lord Harper)
- Oscar A.C. Lund (Jasper)
- Julia Stuart (la vella bruixa)
- Will E. Sheerer (Lord Princeton)